# Salaheddine Aqqal
Salaheddine Aqqal (Khouribga, 22 agosto 1984) è un ex calciatore marocchino, di ruolo centrocampista.

## Carriera

### Nazionale
Nel 2004 ha fatto parte della selezione marocchina che ha partecipato ai Giochi della XXVIII Olimpiade.